# Collesano
Collesano es una localidad italiana de la provincia de  Palermo, región de Sicilia, con 4137 habitantes.

## Evolución demográfica
| Gráfica de evolución demográfica de Collesano entre 1861 y 2001 |
|                                                                 |
| Fuente ISTAT - Elaboración gráfica por parte de Wikipedia       |